# Rallye International du Valais

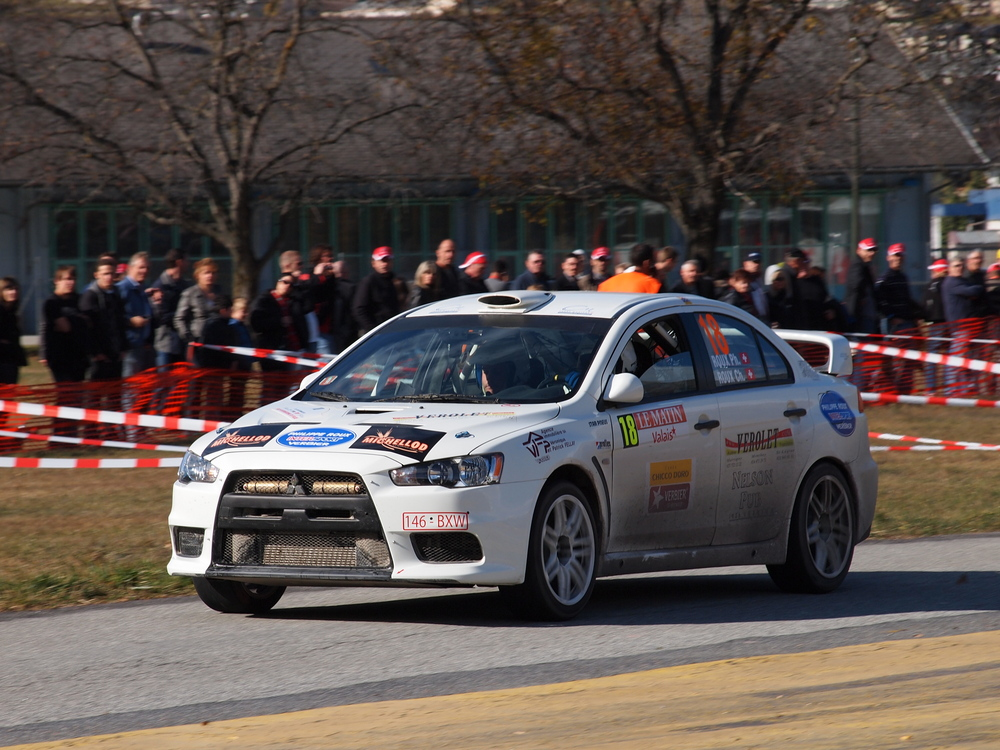
Philippe Roux bei der Rallye du Valais 2010

Die Rallye International du Valais ist eine Motorsportveranstaltung im Kanton Wallis in der Schweiz. 

## Geschichte
Die Rallye war bereits Teil der Intercontinental Rally Challenge (IRC), European Rally Championship (ERC) und der Schweizer Rallye Meisterschaft (SRM).
Die erste Veranstaltung wurde 1960 ausgefahren und trug den Namen Le 1er Comptoir de Martigny. 1985 bekam die Rallye ihren heutigen Namen Rallye International du Valais.
Die Wertungsprüfungen finden zwischen 400 und 1800 Meter über Meer statt. Die Rallye wird vorwiegend auf Asphaltstrassen gefahren, führt durch Wälder, Weinberge und weit hinauf in die Alpen. Der Servicepark befindet sich in Martigny.
Die Organisation und die Durchführung der Rallye wird jeweils durch den Automobilclub der Schweiz (ACS) unterstützt.
Traditionell wird die Rallye am letzten Wochenende des Monats Oktober ausgefahren und schliesst die Schweizer Motorsportsaison ab.

## Sieger
| Jahr | Fahrer             | Co-Pilot          | Auto                      |
| ---- | ------------------ | ----------------- | ------------------------- |
| 2024 | Jonathan Hirschi   | Mélanie Tendille  | Citroën C3 Rally2         |
| 2023 | Jonathan Hirschi   | Sarah Lattion     | Škoda Fabia Rally2 evo    |
| 2022 | Mike Coppens       | Christophe Roux   | Škoda Fabia Rally2 evo    |
| 2021 | Mike Coppens       | Christophe Roux   | Škoda Fabia Rally2 evo    |
| 2019 | Olivier Burri      | Fabrice Gordon    | Škoda Fabia R5            |
| 2018 | Giandomenico Basso | Lorenzo Granai    | Škoda Fabia R5            |
| 2017 | Giandomenico Basso | Lorenzo Granai    | Hyundai i20 R5            |
| 2016 | Sébastien Carron   | Lucien Revaz      | Ford Fiesta R5            |
| 2015 | Alexey Lukyanuk    | Alexey Arnautov   | Ford Fiesta R5            |
| 2014 | Esapekka Lappi     | Janne Ferm        | Škoda Fabia S2000         |
| 2013 | Esapekka Lappi     | Janne Ferm        | Škoda Fabia S2000         |
| 2012 | Laurent Reuche     | Jean Deriaz       | Peugeot 207 S2000         |
| 2011 | Laurent Reuche     | Jean Deriaz       | Peugeot 207 S2000         |
| 2010 | Luca Rossetti      | Matteo Chiarcossi | Abarth Grande Punto S2000 |
| 2009 | Grégoire Hotz      | Pietro Ravasi     | Peugeot 207 S2000         |
| 2008 | Freddy Loix        | Robin Buysmans    | Peugeot 207 S2000         |
| 2007 | Nicolas Vouilloz   | Nicolas Klinger   | Peugeot 207 S2000         |
| 2006 | Olivier Burri      | Fabrice Gordon    | Subaru Impreza WRX STI    |
| 2005 | Olivier Gillet     | Frédéric Helfer   | Renault Clio S1600        |